# Bassens (Nuova Aquitania)
Bassens è un comune francese di 6 953 abitanti situato nel dipartimento della Gironda nella regione della Nuova Aquitania.

## Società

### Evoluzione demografica
Abitanti censiti